# Camouflage M/84

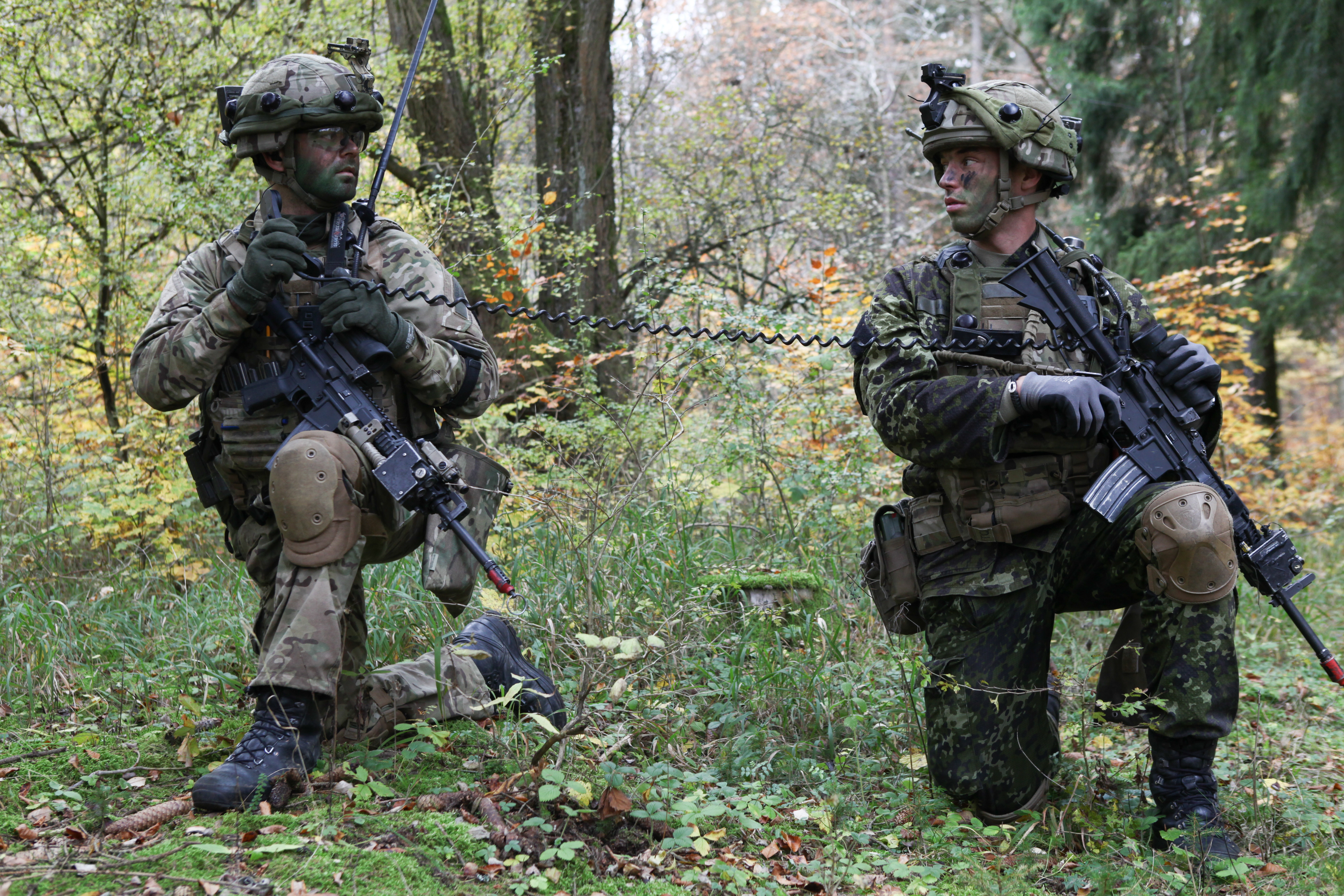
Camouflage M/11 (à gauche) et M/84 (à droite)

Le motif de camouflage M/84 (danois : M/84 Pletsløring, littéralement « M/84 spot camouflage ») est l'ancien motif de camouflage militaire de l'armée danoise. Le M/84 est un dérivé du motif Flecktarn B produit par la société allemande Marquardt & Schulz. En utilisant les mêmes formes et le même motif, le nombre de couleurs est passé de 5 à 3 - en choisissant le vert olive, le vert clair et le noir pour mieux correspondre à la coloration de l'environnement forestier danois.
L'utilisation de taches crée un effet de "dithering", qui élimine les limites nettes entre les différentes couleurs, de la même manière que les carrés dans les motifs de camouflage numérique les plus récents. Ce motif est conçu pour être utilisé sur des terrains boisés tempérés.
Il a été adapté avec une variante de camouflage pour le désert en variant les couleurs. Il a depuis été remplacé par le motif M/11.

## Historique
Au début des années 1970, la Défense danoise cherchait à remplacer l'uniforme de combat M/58 gris olive, le Flecktarn allemand ayant été choisi comme base du nouveau camouflage. En 1978, le T/78 a été présenté, bien qu'il n'ait jamais été adopté, mais il a finalement évolué vers le modèle M/84 en 1984, d'où le nom - Modèle 1984. Le nom a également été adopté pour le système d'uniformes qui utilisait le camouflage. Le M/84 a été utilisé plus largement, lorsqu'il a été donné aux pays baltes en tant que soutien militaire,.
En 1999, les membres de la SHIRBRIG ont reçu une version désertique du M/84, lors de la mission de l'ONU en Éthiopie et en Érythrée (MINUEE). La version désertique a été améliorée pour devenir le M/01 en 2001 pour les troupes danoises en Afghanistan,. En 2012, la Défense danoise a annoncé qu'elle remplacerait le M/84 et le M/01 par la MultiCam, baptisée M/11.

## Utilisation moderne
Le M/84 a été remplacé par le M/11 au sein de la Défense danoise en 2018, et n'est plus utilisé que de manière limitée dans la Garde nationale. Il est très recherché par les collectionneurs et les amateurs, en raison de sa qualité et de sa rareté. En outre, une version urbaine et une version neige ont été produites pour un usage commercial.
L'adoption du M/11 a permis le retrait progressif du M/01, qui a eu lieu lors de la transition de commandement entre les 14e et 15e contingents de la FIAS.

## Autres utilisateurs

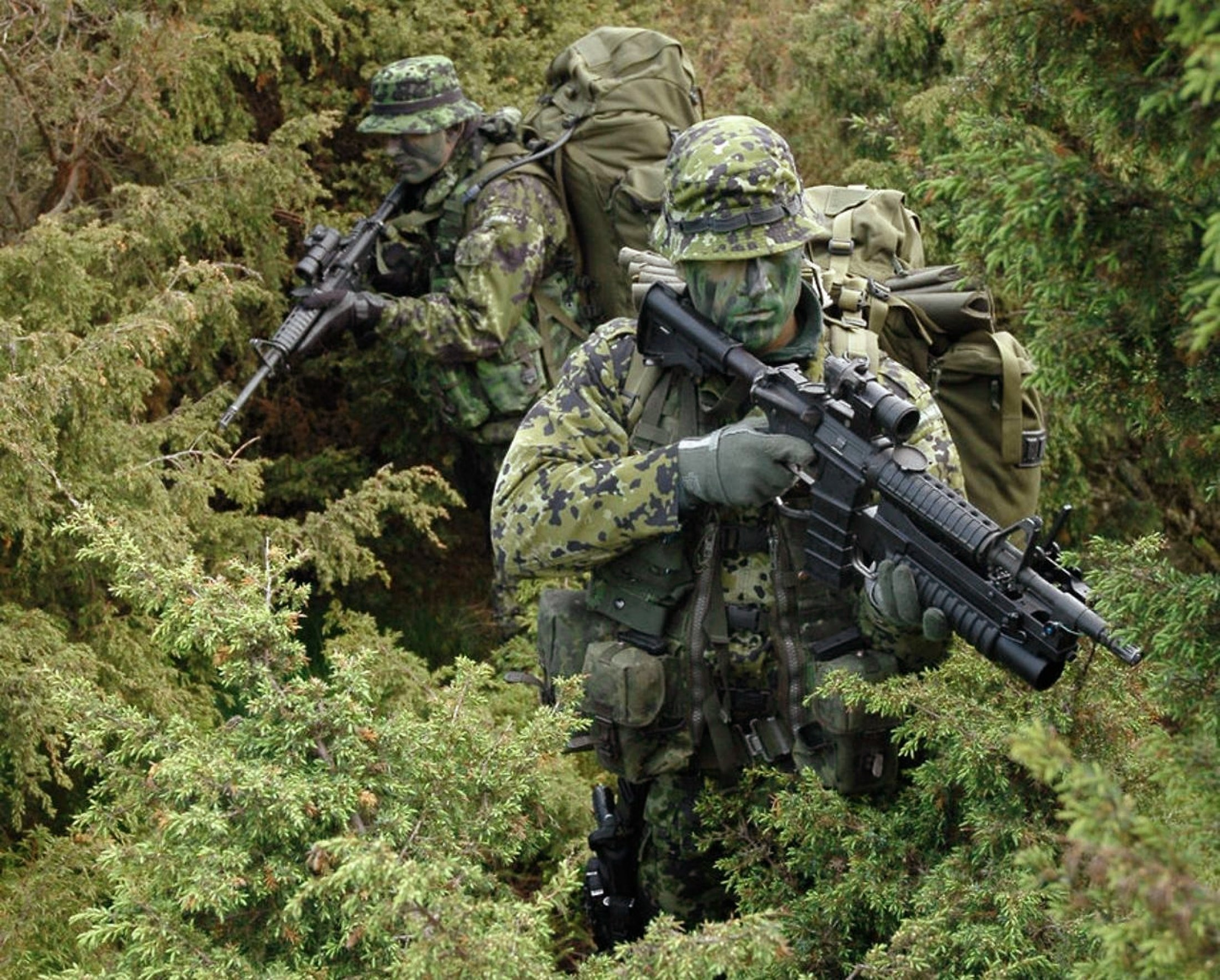
Soldats de la RSS danoise utilisant le camouflage M/84

- Estonie: Offert aux Estoniens par le gouvernement danois.[5],[6][7]
- France: Les Forces spéciales utilise la version neige[13].
- Lettonie: Offert aux Lettons par le gouvernement danois.[5],[6][7]
- Lituanie: Offert aux Lituaniens par le gouvernement danois.[5],[6][7]
- Suède: National Task Force[14].
- Turquie: Utilisé par le Su Alti Taarruz (commandement du groupe d'intervention sous-marine)[15].
- Russie: Leur propre version du M/84[4]. These were used in the Russo-Georgian War.[16]

## Variantes

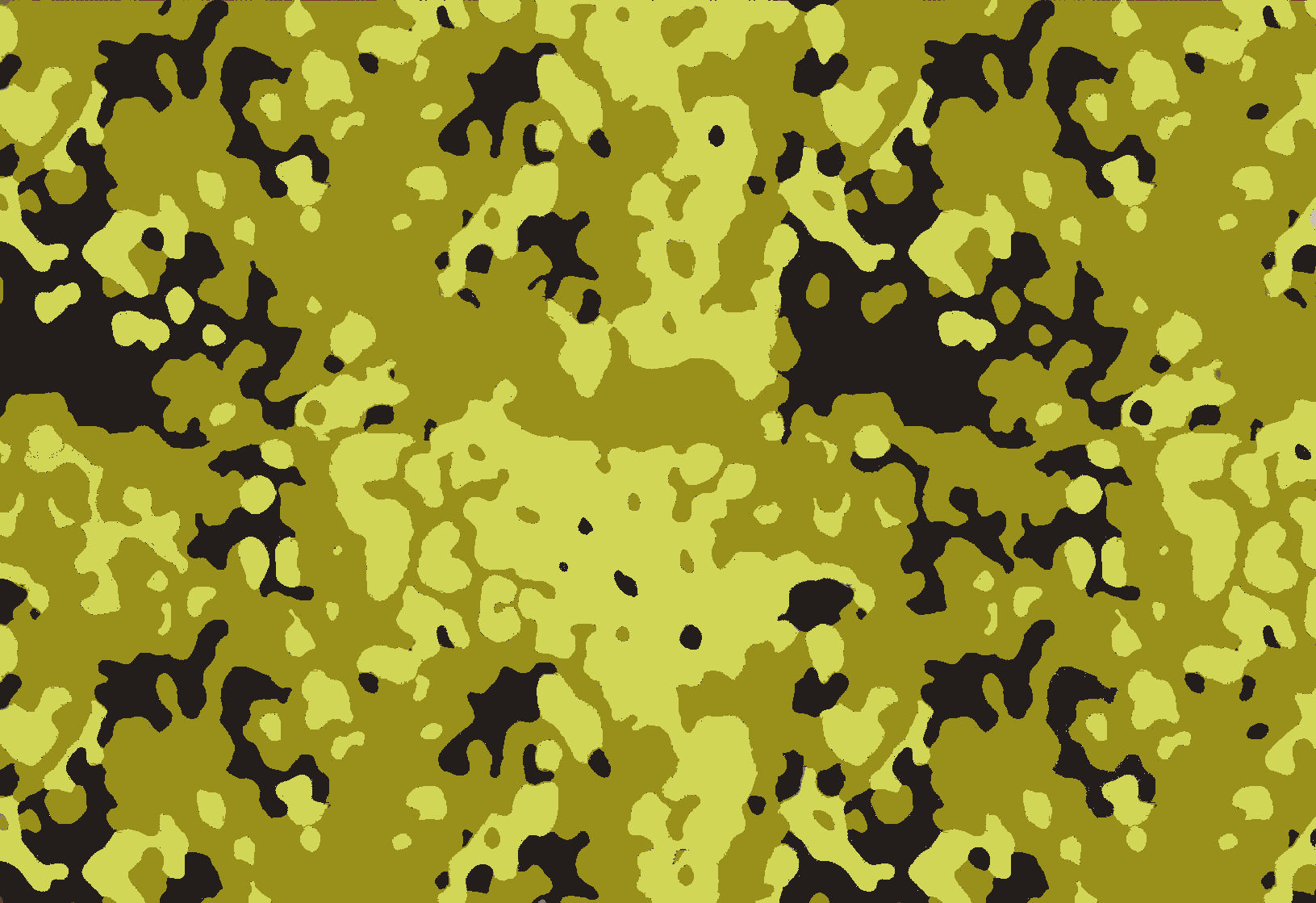
Version d'essai T/78
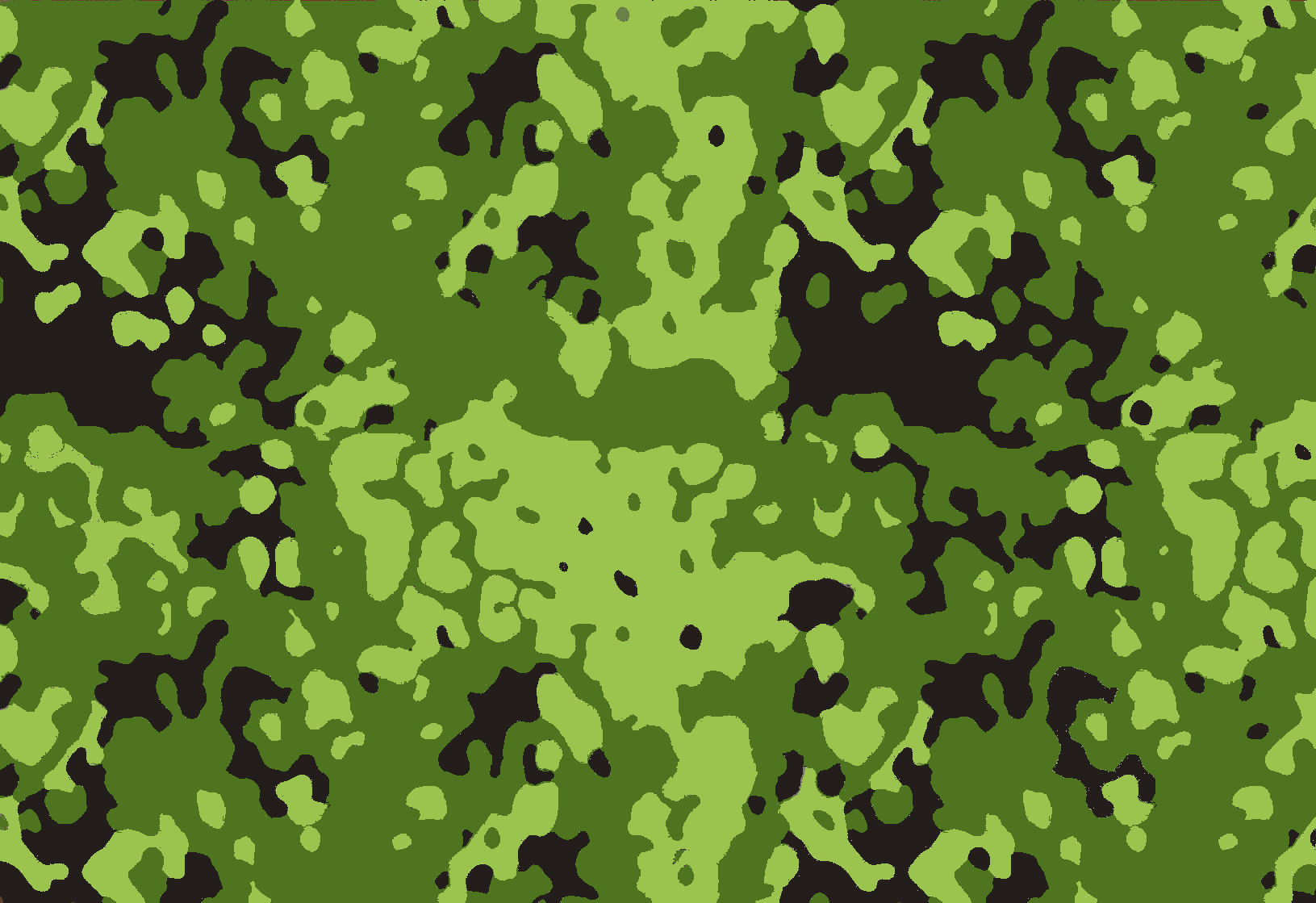
M/84
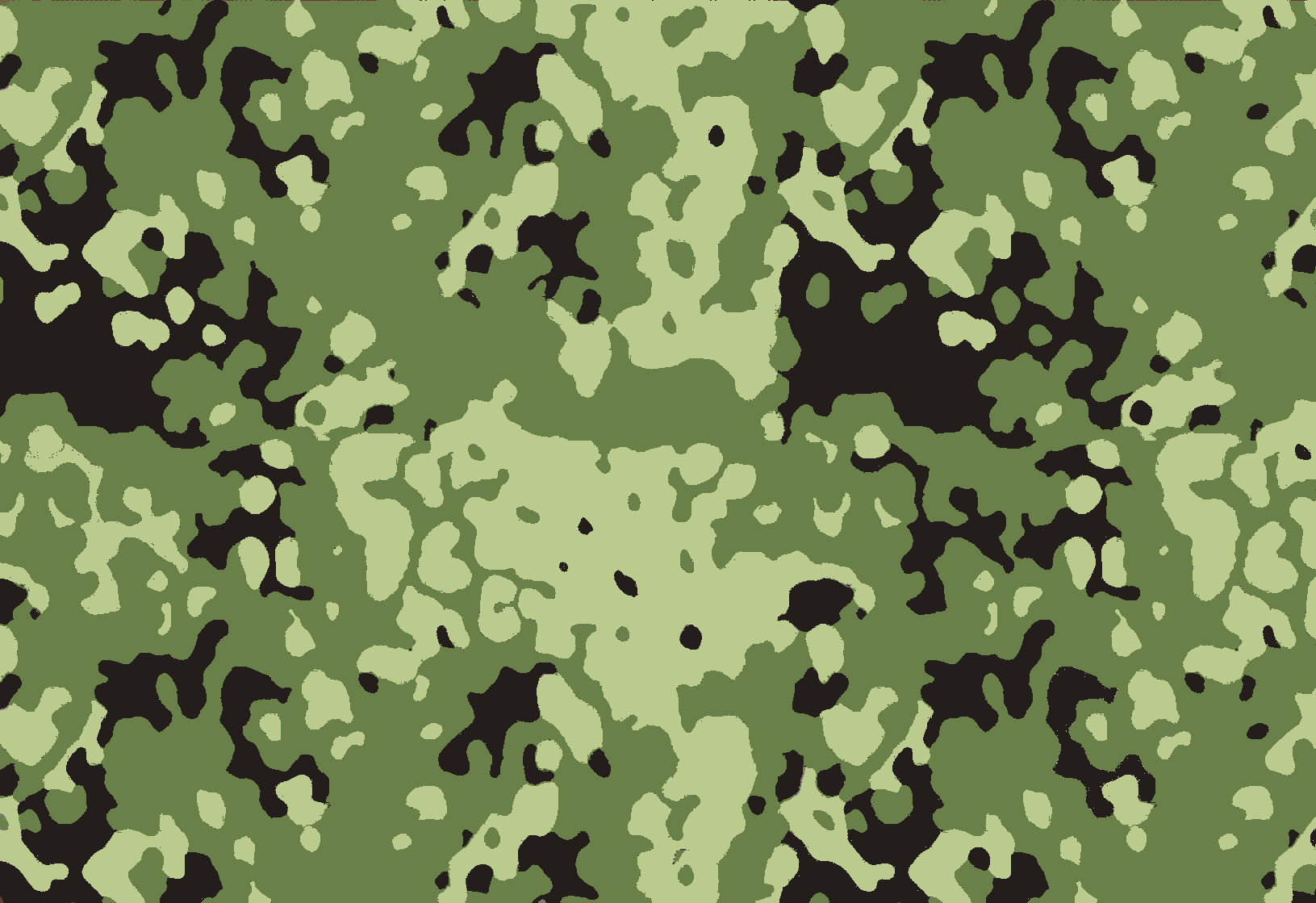
T/90
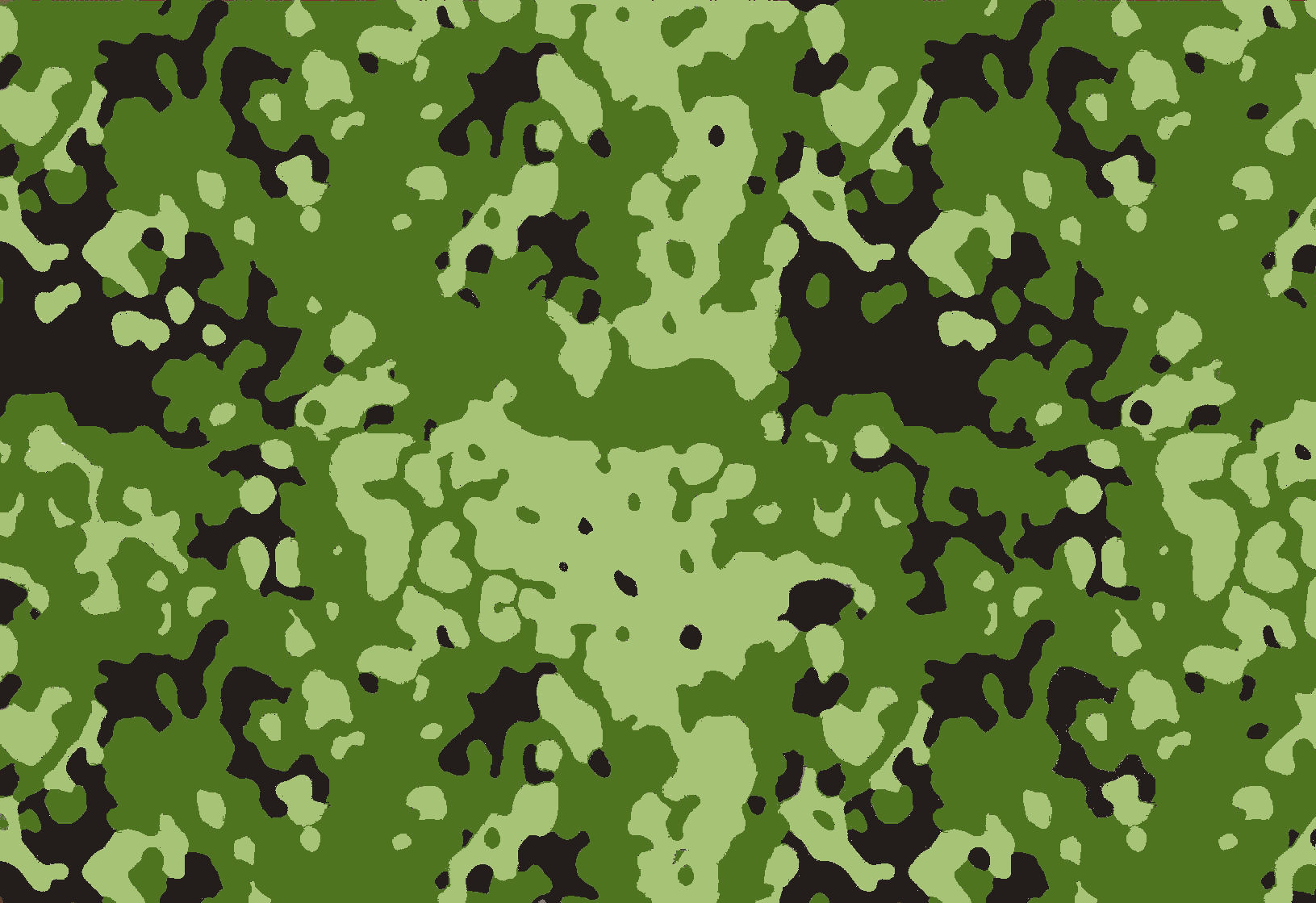
T/96
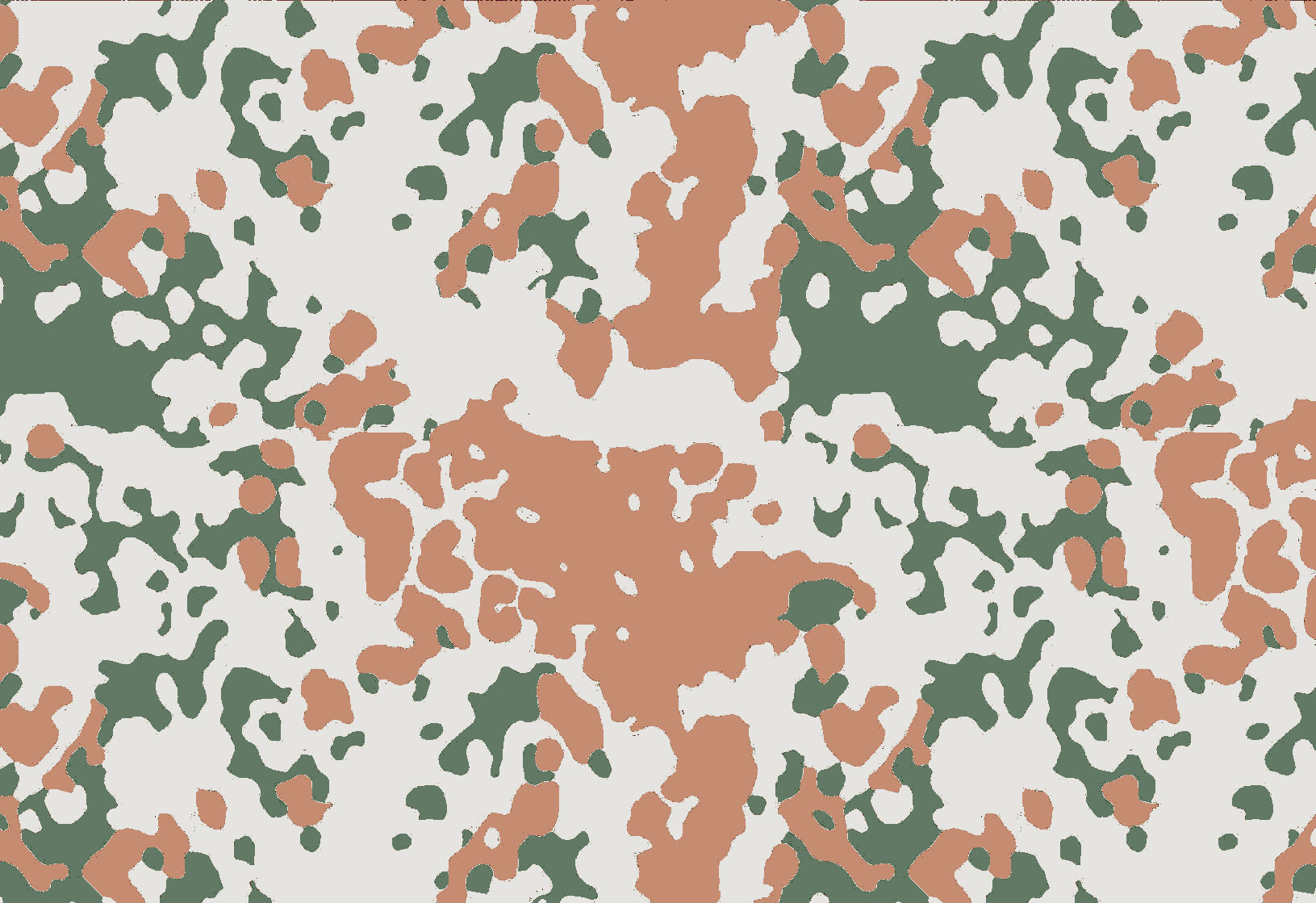
Version désert T/99
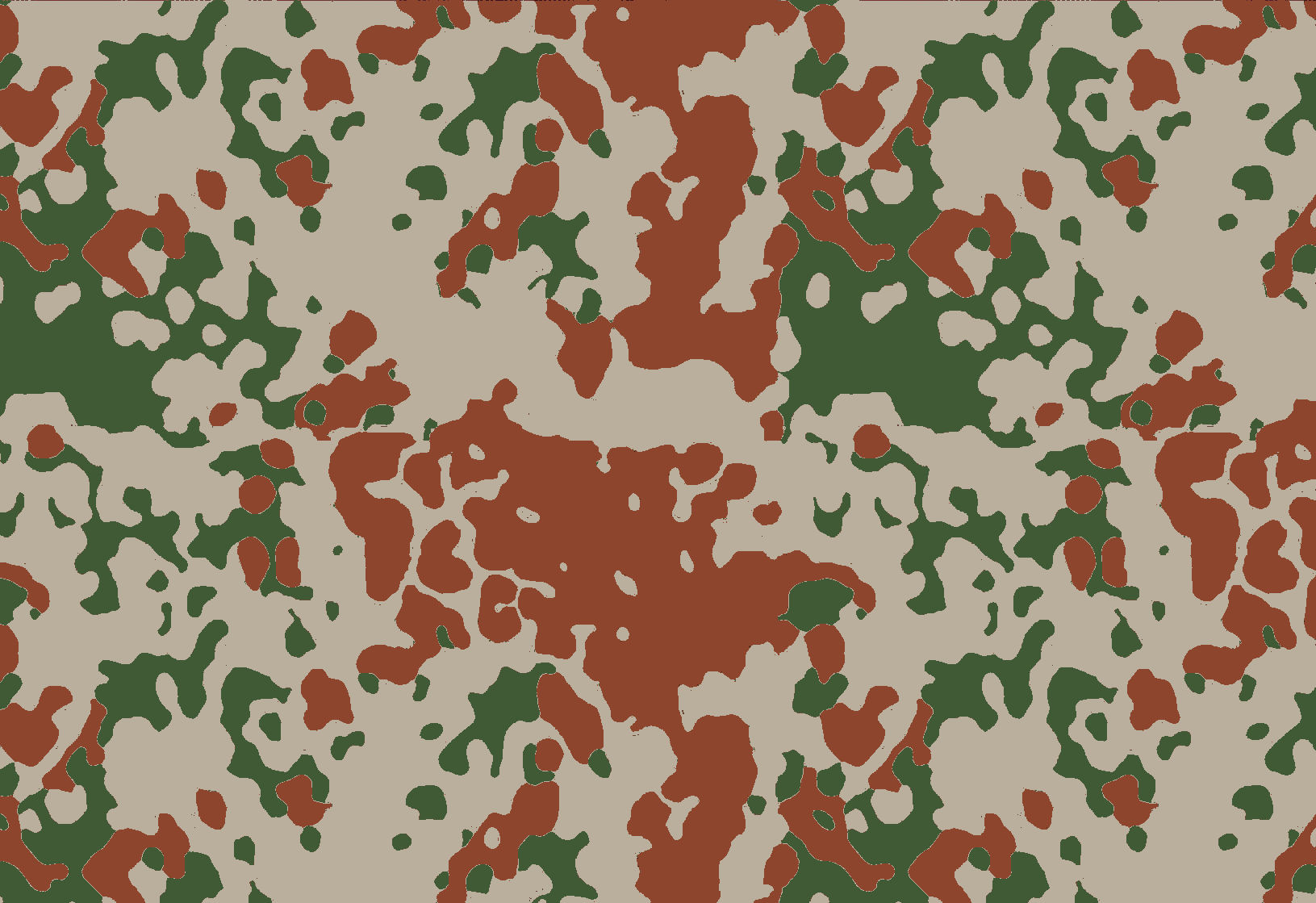
Version désert M/01
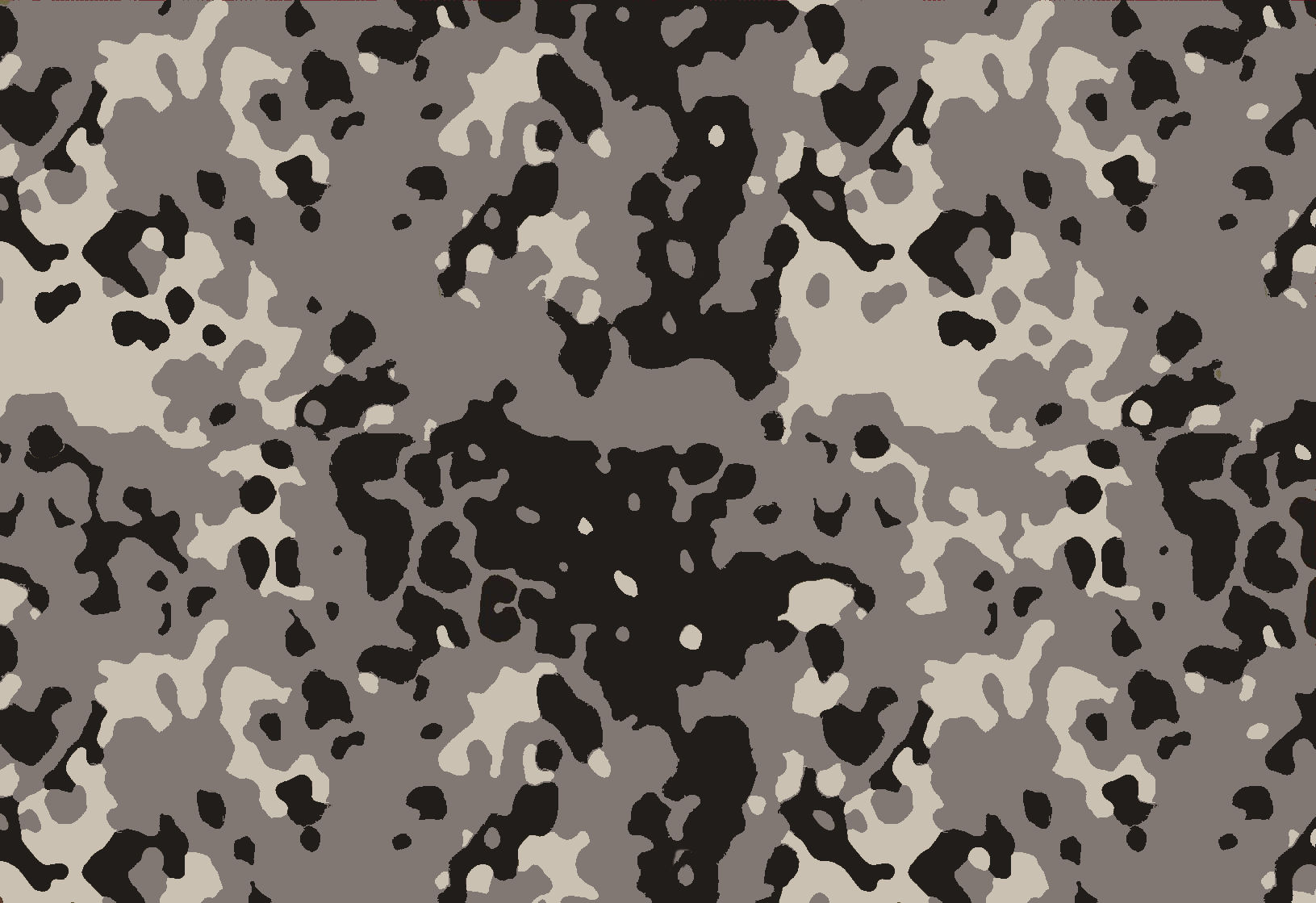
Urbain
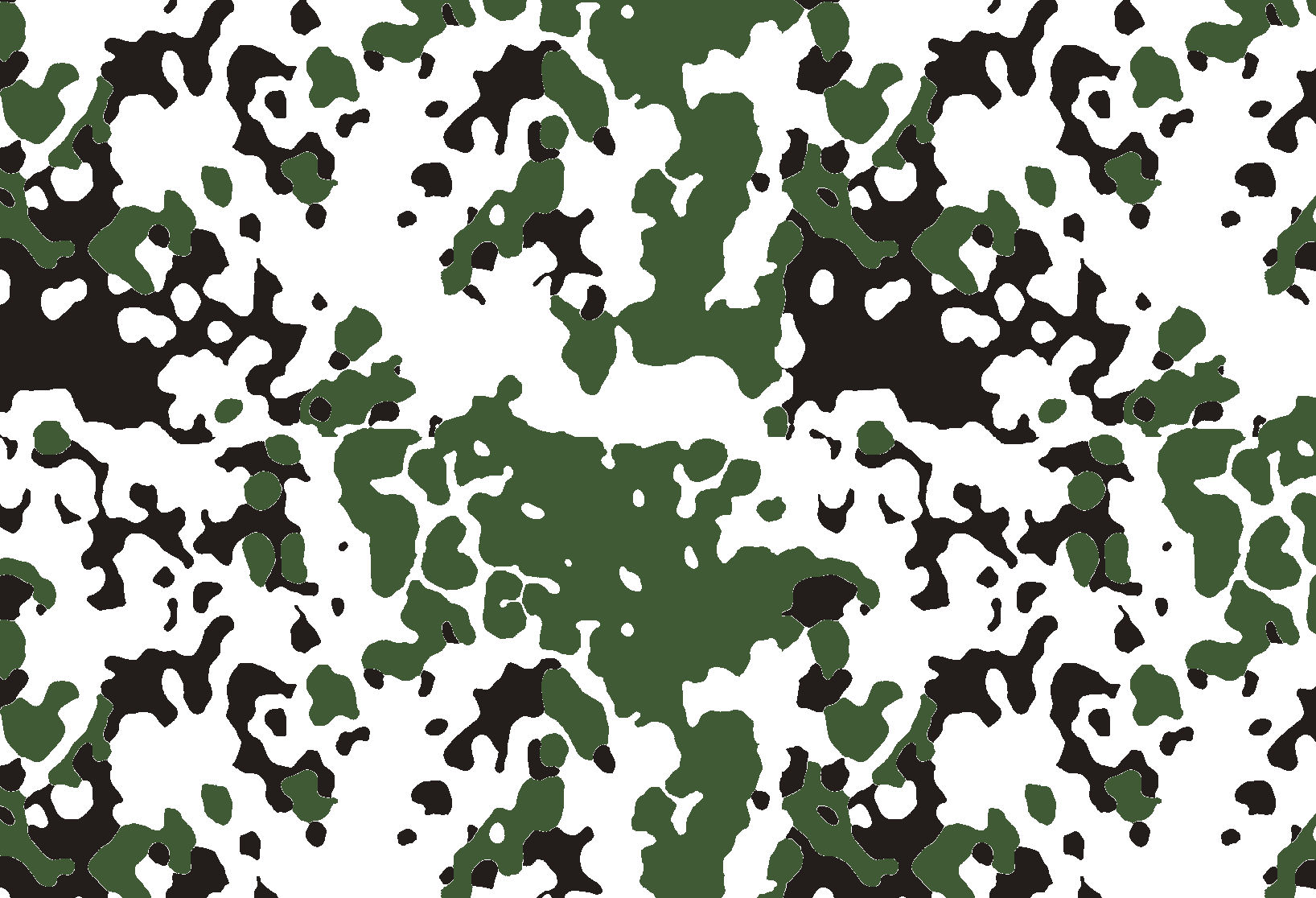
Neige
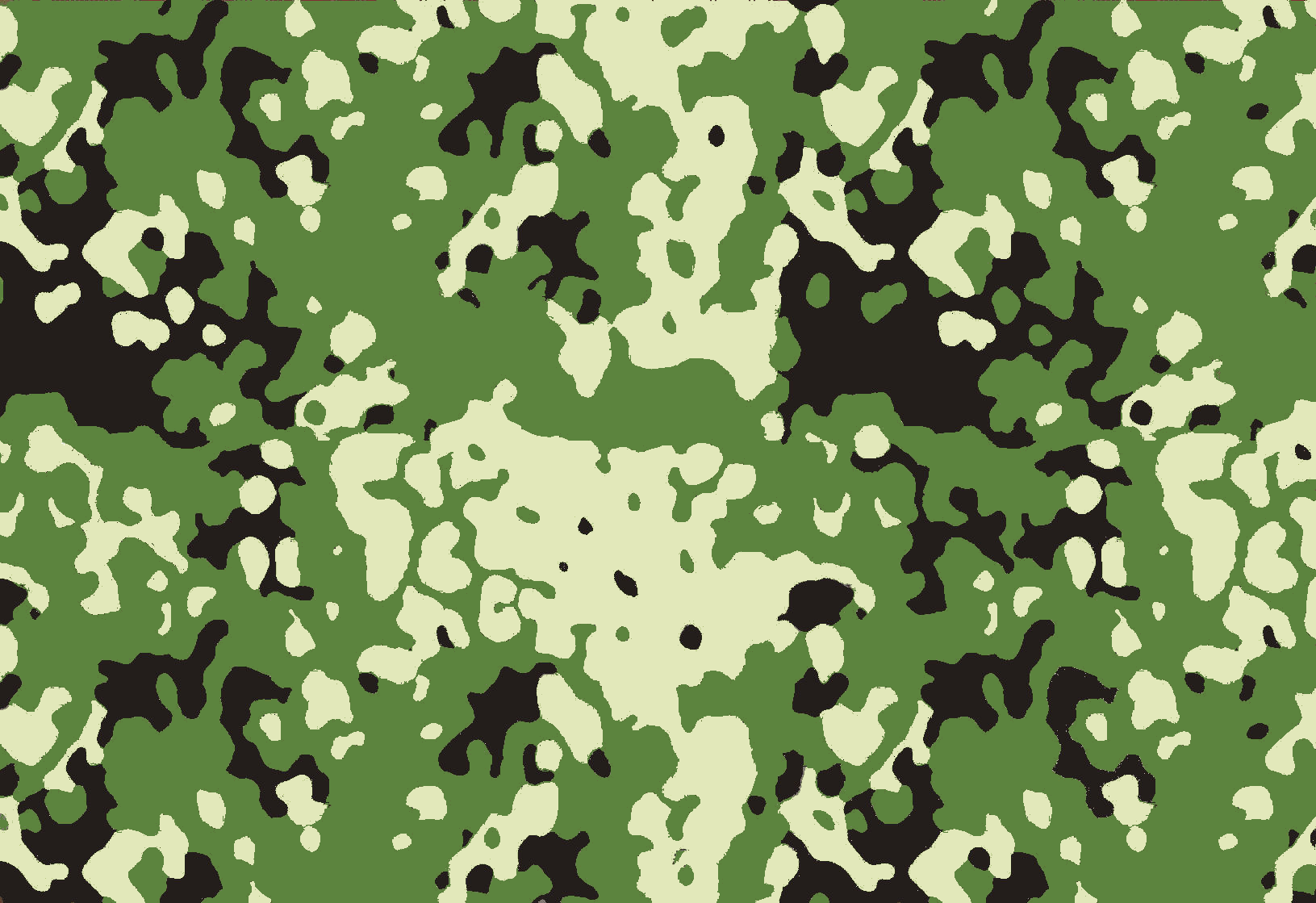
Version russe Flectar-D

## Source
- (en) Cet article est partiellement ou en totalité issu de l’article de Wikipédia en anglais intitulé « M84 camouflage pattern » (voir la liste des auteurs).